# Hercegszántó
Hercegszántó este un sat în districtul Baja, județul Bács-Kiskun, Ungaria, având o populație de 2.130 de locuitori (2011). 

## Demografie
Componența etnică a satului Hercegszántó
     Maghiari (78,18%)
     Croați (14,62%)
     Sârbi (3,78%)
     Germani (1,8%)
     Necunoscut (0,58%)
     Alții (1,03%)
Componența confesională a satului Hercegszántó
     Romano-catolici (69,95%)
     Fără religie (5,07%)
     Ortodocși (2,82%)
     Reformați (1,5%)
     Necunoscută (19,72%)
     Alte religii (2,07%)
Conform recensământului din 2011, satul Hercegszántó avea 2.130 de locuitori. Din punct de vedere etnic, majoritatea locuitorilor (78,18%) erau maghiari, existând și minorități de croați (14,62%), sârbi (3,78%) și germani (1,8%). Apartenența etnică nu este cunoscută în cazul a 0,58% din locuitori.  Din punct de vedere confesional, majoritatea locuitorilor (69,95%) erau romano-catolici, existând și minorități de persoane fără religie (5,07%), ortodocși (2,82%) și reformați (1,5%). Pentru 19,72% din locuitori nu este cunoscută apartenența confesională.